# RHS Tombazis (K216)
RHS Tombazis (K216) je bila korveta razreda flower Kraljeve helenske vojne mornarice, ki je bila operativna med drugo svetovno vojno.

## Zgodovina
Novembra 1943 je bila britanska korveta HMS Tamarisk (K216) predana Grčiji, ki jo je nato preimenovala. Leta 1952 so ladjo vrnili Združenemu kraljestvu.